# Zenit-2

O foguete Zenit-2.

O foguete Zenit-2 (em ucraniano, Зеніт-2, que significa Zênite-2), é um veículo de lançamento descartável ucraniano, anteriormente soviético, membro da família de foguetes Zenit, 
projetado pelo Yuzhnoye Design Bureau.
O desenvolvimento desse modelo, transcorreu entre 1978, o primeiro voo ocorreu em 13 de abril de 1985, e o envio de cargas úteis experimentais, teve início em 1987.
A dissolução da União Soviética, comprometeu o desenvolvimento desse modelo, e ele vem sendo substituído por variantes mais recentes.